# Приватна бібліотека

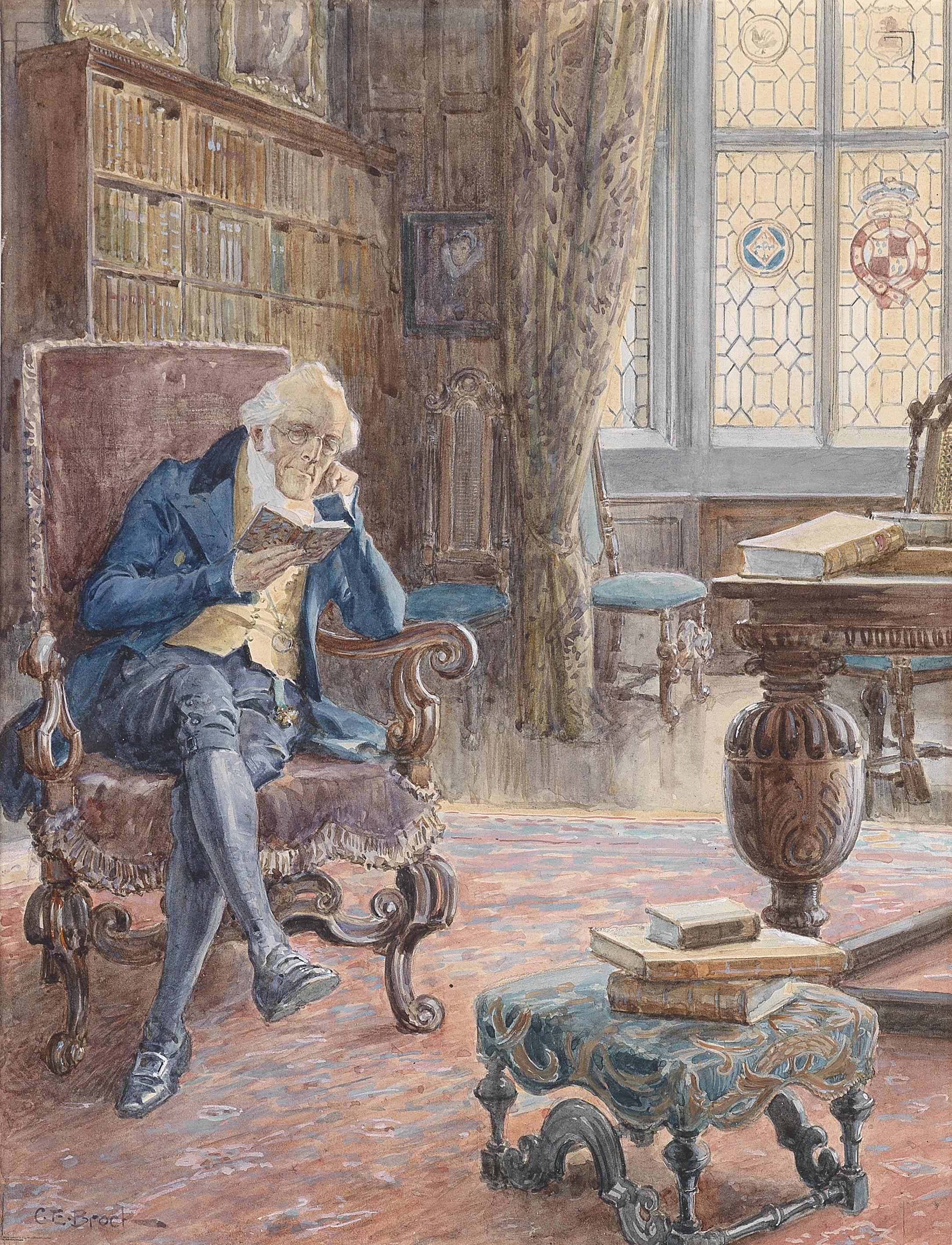
Приватна бібліотека Чарльза Едмунда Брока

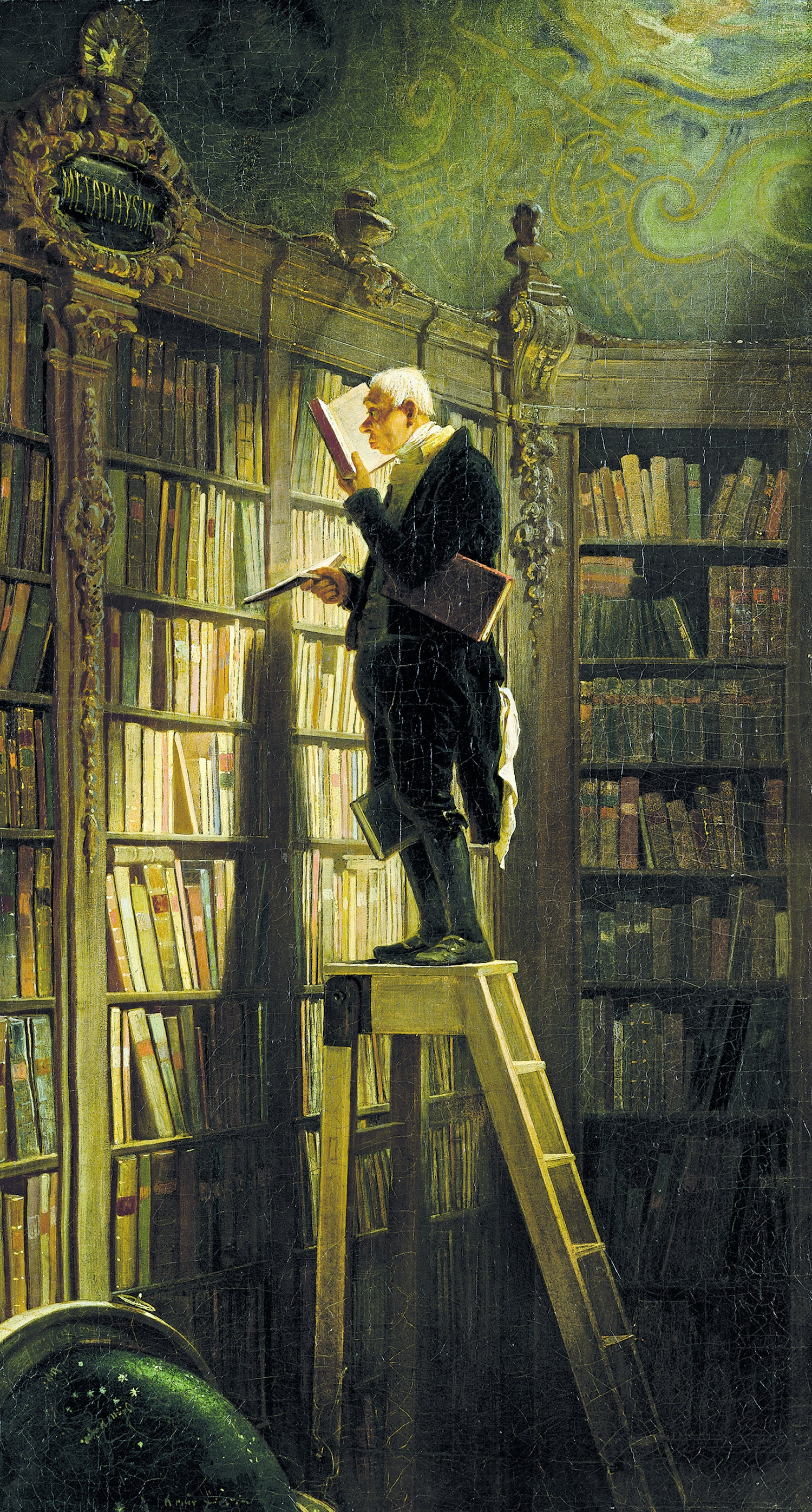
«Книжковий хробак», бл.1850 року, художник Карл Шпіцвеґ

Приватна бібліотека російського археолога Івана Забеліна

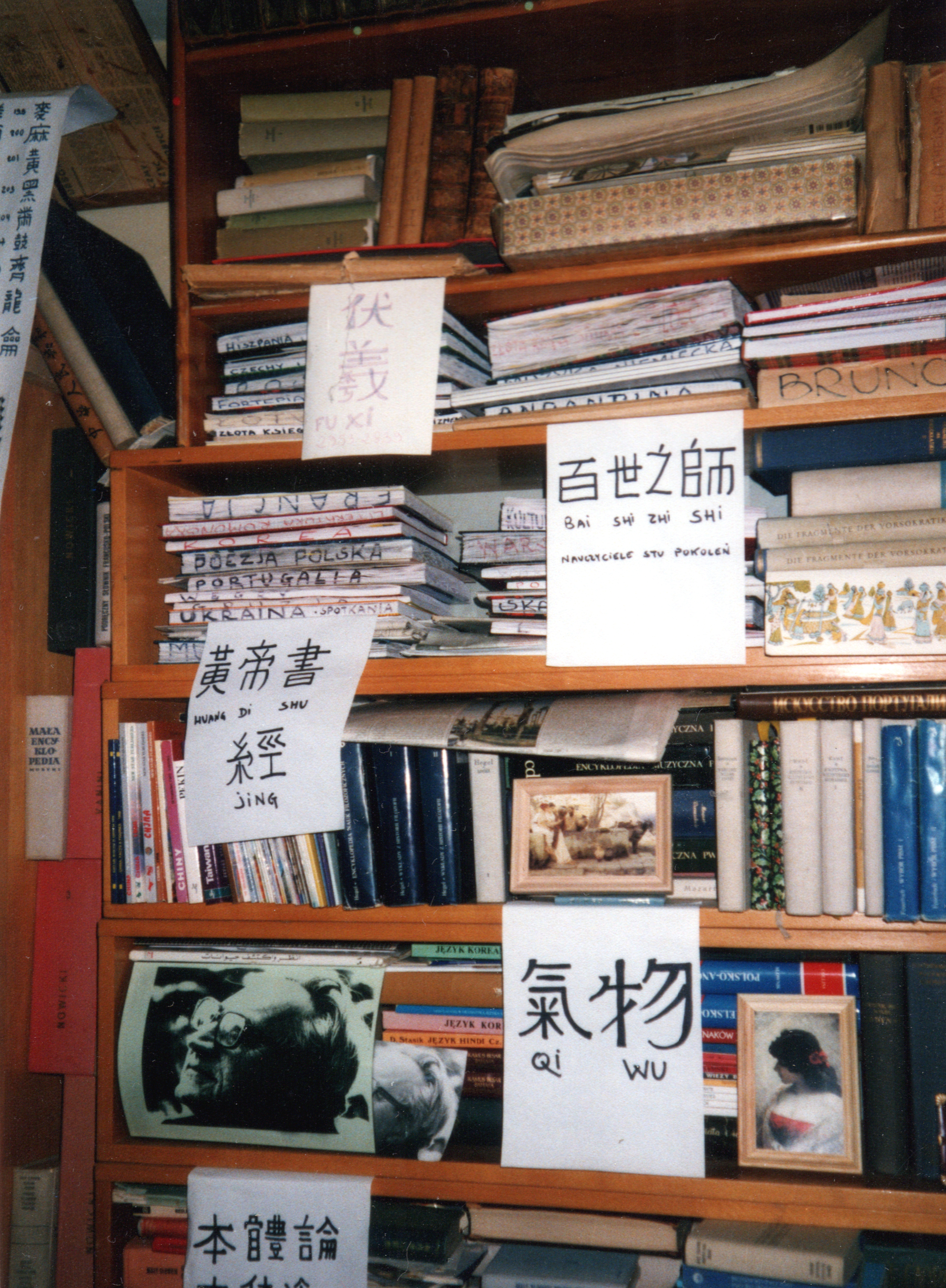
Частина бібліотеки польського філософа і вільнодумця Анджея Новіцкого у Варшаві з предметами китайською - фото Ивонна Новицка

Приватна бібліотека — це бібліотека, що знаходиться в приватній власності на відміну від державної бібліотеки, і зазвичай вона створюється тільки для невеликого числа людей або навіть для однієї людини.
Як і в публічних бібліотеках, деякі люди використовують екслібриси — штампи, наклейки або тиснення, щоб показати право власності на книги. Деякі власники приватних бібліотек продають свої бібліотеки навчальним закладам, бібліотекам або іншим установам, або, як це часто буває, заповідають їх після смерті. Набагато рідше приватна бібліотека зберігається в цілості ще довго після смерті власника. Одним з таких прикладів є особиста бібліотека доктора Рудольфа Штайнера в Швейцарії, яка майже ціле століття залишалася незайманою.

## Історія
Найранніші бібліотеки належали храмам або органам управління, нагадували сучасні архіви і доступ у бібліотеки зазвичай мали лише дворяни, аристократія, вчені або богослови. Прикладами найбільш ранніх відомих приватних бібліотек є бібліотека, знайдена в Уґариті (датується приблизно 1200 роком до н.е.), і бібліотека Ашшурбаніпала в Ніневії (недалеко від сучасного Мосула, Ірак), що датується 7 століттям до нашої ери).

### Месопотамія
У Месопотамії було безліч приватних бібліотек, багато з яких мали великі колекції, де налічувалося понад 400 клинописних табличок. Ядром цих приватних бібліотек були переважно тексти, написані самими власниками після того, як вони засвоїли мистецтво писаря. Якими б незначними не здавалися ці бібліотеки, вони заклали основу для колекції бібліотеки Ашшурбаніпала.

### Єгипет
Хоча приватні бібліотеки в Стародавньому Єгипті не були звичайним явищем, вони все ж існували. Одна з проблем при виявленні потенційних приватних бібліотек полягає в тому, що часто важко відрізнити особисту бібліотеку від бібліотеки, що належала храму. Проте, особисті бібліотеки існували в той час, і, можливо, їх більше, ніж прийнято вважати. У кількох приватних гробницях були знайдені тексти, зміст яких носить науковий характер. Крім того, великі скупчення сувоїв папірусу були розкопані в житлових кварталах.
Артефакти періоду Середнього царства (2055—1650 рр. до н. е.) дають більше підказок про наявність приватних бібліотек у Стародавньому Єгипті. Наприклад, одна могила містила скриню з книгами про бюрократичні відносини, гімни і заклинання (всього 20 томів). Досить велика колекція, яка відноситься до часу тринадцятої династії, належала лікарю або некроманту і містила безліч міркувань про медицину і магію.
Велика приватна бібліотека, яка включала в себе близько 50 рукописів, належала писареві Кенерхепшефу. Ця колекція містила інформації з різних предметів — від інструкцій по листуванню до астрології (у тому числі заклинання і тлумачення снів). Ця конкретна бібліотека охоплювала багато поколінь, передаючись від одного члена сім'ї іншому, що показує значимість бібліотеки.

### Стародавня Греція
У 600 році до н.е. бібліотечні та архівні колекції в Стародавній Греції процвітали. Протягом наступних трьох століть культура письмового слова досягла свого апогею. Хоча в деяких містах, наприклад в Афінах, були створені публічні бібліотеки, доступні всім громадянам, більшість громадян не вміла читати. 
Проте, приватні книжкові колекції, що належали еліті і провідним громадянам, росли, поряд з чудовими будинками для їх зберігання. Приватні бібліотеки створювалися не тільки багатими людьми, а й професіоналами, включаючи лікарів і вчених, які постійно потребували довідкової інформації. Такі відомі вчені, як Евріпід, Геродот, Фукідід і навіть Платон, мали свої значні приватні бібліотеки. 
Аристотель був однією з найпомітніших фігур в Стародавній Греції і також мав власну приватну бібліотеку. Створивши свою особисту колекцію в бібліотеці при ліцеї, Аристотель дозволив своїм учням і колегам використовувати її. Після його смерті його колекція виросла і включала в себе роботи Теофраста і дослідження студентів. Вважалося, що колекція була розпорошена після смерті Теофраста. У той час як більша частина колекції імовірно була доставлена в Рим і Константинополь, інша частина колекції була продана Александрійській бібліотеці, але пізніше була знищена разом з бібліотекою.

### Стародавній Китай
У Стародавньому Китаї було багато приватних бібліотек. Ці установи називалися «книжковими будиночками» і були широко поширені в часи династії Сун. Під впливом дрібноселянської свідомості, патріархальної системи, нестачі книг та інших чинників тоді домінувало мислення «прихованої книги». Не всі приватні бібліотеки в стародавньому Китаї були недоступні для публіки. Деякі власники робили свої колекції відкритими.

### Стародавній Рим

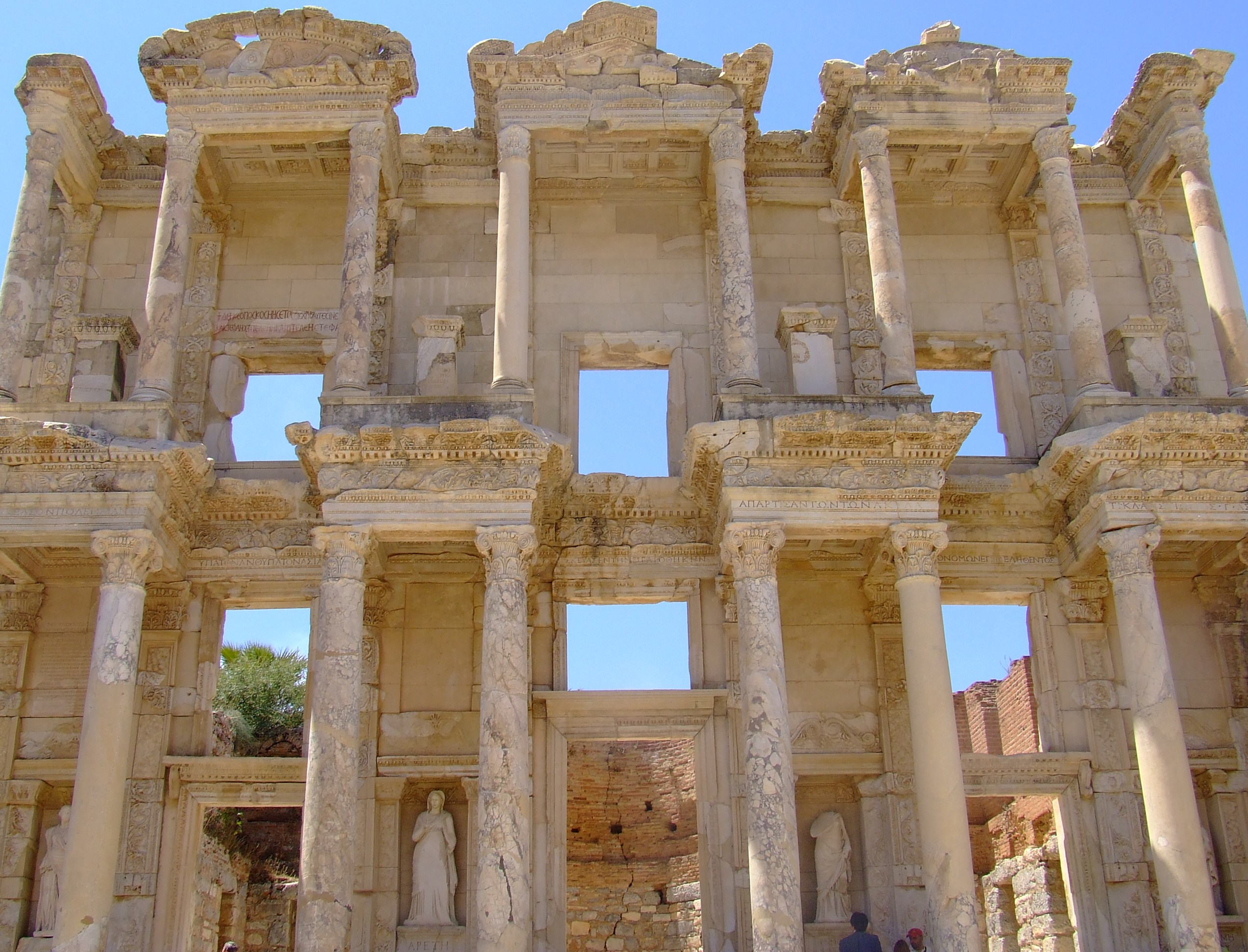
Фасад зруйнованої Бібліотеки Цельса в Ефесі

Найбільш ранні бібліотеки, що з'явилися в Римі, були приватними і найчастіше створювалися на основі військових трофеїв. Наприклад, коли римський полководець Емілій переміг македонського царя Персея в 168 році до н.е., єдиною здобиччю, яку він хотів залишити собі, була особиста бібліотека царя. Аналогічним чином, у 86 році до н.е. римський полководець Сулла присвоїв бібліотеку сумно відомого грецького бібліофіла і клептобібліофіла Апеллікона з Теосу. Нарешті, близько 73 року до н.е., Лукулл захопив і привіз в Рим приватну бібліотеку царя Понтійського царства Мітрідата VI.  Майже у кожному дворянському будинку була бібліотека, і практично кожна був розділена на дві кімнати: одна для латинських текстів, інша — для грецьких. До приватних бібліотек римського періоду можна віднести Віллу Папірусів, будинок Менандра, будинок Августа і Золотий будинок імператора Нерона.

### Відродження

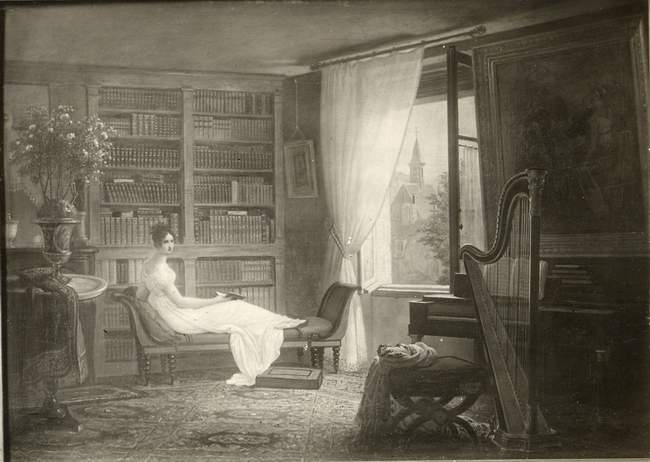
Мадам Рекам'є у власній бібліотеці

Ренесанс знову викликав інтерес до збереження нових ідей великих мислителів того часу. Королі європейських країн створили бібліотеки, деякі з яких стали національними бібліотеками сучасності. Крім того, заможні люди почали створювати і розвивати свої власні приватні бібліотеки.
Національна бібліотека Франції в Парижі була заснована 1367 року як Королівська бібліотека короля Карла V. У Флоренції, Італія, Козімо Медічі мав приватну бібліотеку, яка лягла в основу Бібліотеки Лауренціана. Ватиканська бібліотека була також заснована в 15 столітті. Папа Миколай V допоміг оновити Ватиканську бібліотеку, пожертвувавши сотні особистих рукописів у колекцію.
Створення і розширення університетів спонукало дарувати приватні бібліотеки університетським бібліотекам. На початку 15 століття Хамфрі, герцог Глостерський, пожертвував свою бібліотеку Оксфордському університету.

## Приватні бібліотеки в Україні
Першою приватною бібліотекою Київської Русі була бібліотека Великого князя київського Ярослава Мудрого, яка була заснована 1037 року та зберігалася в Софійському соборі Києва. Зібрання налічувало близько 1000 книг.
Після виникненням друкарства в Україні книги почали збирати представники аристократії, магнати, ієрархи церкви, професори університетів та інші заможні люди. Приватні бібліотеки мали гетьмани Іван Мазепа, Пилип Орлик, Кирило Розумовський.
Як в Україні, так і в інших країнах, приватні бібліотеки часто були базою, на якій формувалися великі публічні бібліотеки. Наприклад, приватна бібліотека книговидавця Василя Барщевського стала основою Київської російської публічної бібліотеки (нині Національна бібліотека України імені Ярослава Мудрого, а Бібліотека митрополита Флавіана — Державної історичної бібліотеки (нині Національна історична бібліотека України).